# 盧作孚
盧 作孚（ろ さくふ）は中華民国、中華人民共和国の政治家・教育家・実業家。主に国民政府時代に実業家として活躍し、名声をあげた人物である。別名は盧思。

## 事跡

### 四川メディア界での活動
麻布を売る小売商人の子に生まれる。15歳の時に、成都の文化初習学校で学ぶ。この頃から、孫文（孫中山）の革命思想に傾倒し始めた。
1916年（民国5年）から1920年（民国8年）5月まで、成都の新聞である『群報』の記者、『川報』の主筆をつとめた。民国8年夏に、少年中国学会成都分会に加入する。また、冬から、チベットに関する実地取材を『川報』で連載して、四川省の政界から注目を集めるようになった。
1921年（民国9年）、瀘州に拠っていた川軍（四川軍）第9師師長兼永寧道尹の楊森の下で、道尹公署教育科長に就任した。1924年（民国13年）5月、楊が四川軍務督理（督軍）に就任すると、盧は省教育庁長として招聘された。しかし盧はこれを断り、成都民衆通俗教育館長をつとめた。

### 水運業での成功
1925年（民国14年）より、盧作孚は水運の開業を目指して準備を開始する。1926年（民国15年）6月10日、民生輪船公司（民生実業股份有限公司）を合川で創業し、盧は総経理に就任した。合川・重慶間の水運を担って成果をあげている。1929年（民国18年）、川軍の有力指導者である劉湘の招聘を受けて、川江航務管理処処長を1年間つとめた。
その後も、盧作孚の水運業は軌道に乗って順調に事業を拡大していく。1929年（民国18年）から1930年（民国19年）にかけて、宜昌、漢口、南京、上海にまで、水運を拡大した。また、その運営自体も、外国の水運業に良く伍するものであった。さらに水運事業だけでなく、民生造船廠、天府煤鉱公司、扶植渝鑫錬鋼廠などの関連会社を創設し、一大企業グループを形成している。
1935年（民国24年）からは、四川省政府主席に就いた劉湘の招聘により、省建設庁長を2年間つとめた。盧作孚が勃興した水運業を始めとする各種産業は、国民政府が内陸部へ撤退した後の抗戦維持に大きく貢献している。国民政府中央でも、1937年（民国26年）に交通部次長、1938年（民国27年）に全国糧食管理局局長をつとめた。

### 国共内戦期以後
日中戦争（抗日戦争）後の1945年（民国34年）、盧作孚は太平洋輪船公司を設立した。上海を拠点にして、香港、台湾、ついには日本、東南アジアとの海運事業にまで拡大し、成功している。国共内戦終結後、盧作孚は一時香港に寓居した。まもなく周恩来の招聘に応じて北京入りし、中国人民政治協商会議全国委員会委員、西南軍政委員会委員などを歴任している。
しかし、国内の政策が社会主義改造へと傾く中で、盧作孚は次第に中国国内で「官僚資本家」として糾弾されるようになる。1952年2月8日、盧は重慶で憂悶のうちに死去した。享年60（満58歳）。現在の中国では盧の名誉は回復され、「民族資本家」としての功績を高く評価されている。

## 注
1. ↑  堀井伸浩「盧作孚」は服毒自殺、周凝華「盧作孚」は病没としている。徐友春主編『民国人物大辞典 増訂版』は、単に「逝世」（逝去、死去）としている。